# Niki Hejli
Nimrata „Niki” Hejli (engl. Nimrata "Nikki" Haley, rođ. Randhava, rođena 20. januara 1972) je američka političarka i diplomatkinja koja je 29. i bivša ambasadorka Sjedinjenih Država u Ujedinjenim Nacijama od 2017. do 2018 godine. Vršila je dužnost 116. guvernerke Južne Karoline, a i bila je i članica Predstavničkog doma Južne Karoline. Hejli je bila prva žena na funkciji guvernera Južne Karoline, kao i druga Amerikanka indijskog porekla na funkciji guvernera jedne savezne države u SAD, nakon što je prvi put na tu funkciju došao njen partijski kolega republikanac, Bobi Džindal.
U predizbornoj kampanji za Predsedničke izbore 2012. godine, kandidat Republikanske partije, Mit Romni je razmatrao da predloži Hejli kao svoju potencijalnu potpredsednicu u izbornoj trci, mada je Hejli izjavila da neće biti u mogućnosti da prihvati bilo čiju ponudu, zbog svoje guvernerske funkcije. Prenela je zvanični odgovor Republikanske partije na Govor o stanju nacije 2016. godine predsednika Baraka Obame, 12. januara 2016. 23. novembra 2016, izabrani predsednik Donald Tramp nominovao je Hejli za poziciju Ambasadorke SAD u Ujedinjenim Nacijama, što je Hejli prihvatila. Njen izbor na ovu poziciju je potvrđen u Senatu nakon glasanja 96–4 u korist Hejli, nakon čega je položila zakletvu, 25. januara 2017. 2016. godine, časopis Tajm ju je svrstao u Spisak 100 najuticajnijih osoba sveta.
U toku svoje funkcije u Ujedinjenim Nacijama, potvrdila je spremnost Sjedinjenih Država da upotrebi vojsku kao odgovor na testove raketa Severne Koreje u svetlu Severnokorejske krize 2017. godine. Hejliina uloga ambasadorke je zabeležena po velikom stepenu primećenosti, što nije uobičajeno za Sjedinjene Države.

## Spoljašnje veze
- Niki Hejli na veb-sajtu  (језик: енглески)
- Haley Niki Hejli на веб-сајту  (језик: енглески)